# Vladímir Soloviov
Vladímir Serguéievitx Soloviov rus: Владимир Сергеевич Соловьёв (28 de gener [C.J. 16 de gener] de 1853 Moscou 13 d'agost [C.J. 31 de juliol] de 1900 propietat d'Úzkoie, gubèrnia de Moscou) fou un pensador religiós rus, místic,poeta, publicista, crític literari; Acadèmic Honorari de l'Acadèmia Imperial de Ciències en la categoria d'exquisida literatura (1900). Es va situar en els orígens del "renaixement espiritual" rus de principis del segle xx. Va influir en la filosofia religiosa de Nikolai Berdiàiev, Serguei Bulgàkov, Serguei i Ievgueni Trubetskoi, Pàvel Florenski, Semion Frank, així com en l'obra de poetes simbolistes - Andrei Beli, Aleksandr Blok i altres.
Vladímir Soloviov és una de les figures centrals de la filosofia del segle xix tant pel que fa a la seva contribució científica com a la influència que va exercir sobre les opinions dels acadèmics i altres representants de la intel·lectualitat creativa. Va fundar una àrea de coneixement coneguda com a filosofia cristiana. Vladímir Soloviov es va oposar a la divisió del cristianisme en catolicisme i ortodòxia i va defensar les idees de l'ecumenisme. Va desenvolupar un nou enfocament per estudiar la persona que es va fer predominant en la filosofia i la psicologia russes de finals del segle xix - principis del segle xx.
Entre els seus alumnes de Sant Petersburg tingué a Iuli Ivànovitx Bleikhman.

## Llibres

### En anglès
- The Crisis of Western Philosophy (Against the Positivists), traduït per Boris Jakim. Hudson, NY: Lindisfarne Press, 1996.
- Lectures on Divine Humanity, ed. per Boris Jakim. Lindisfarne Press, 1995.
- The Justification of the Good, traduït per N. Duddington. Nova York: Macmillan, 1918.
- «Foundations of Theoretical Philosophy», traduït per Vlada Tolley i James P. Scanlan, en Russian Philosophy, ed. James M. Edie, et al. Chicago: University of Chicago Press, 1965, vol. III, pàgines 99–134.

### Traduccions al català
- Aleksei Khomiakov, L'Església és una. Vladímir Soloviov, Els fonaments espirituals de la vida. 1994. 194 pàgines ISBN 84-7739-634-5. Col·lecció Clàssics del Cristianisme, núm. 46.